# Wenigblättriger Milchstern
Der Wenigblättrige Milchstern (Ornithogalum oligophyllum) ist eine Pflanzenart aus der Familie der Spargelgewächse (Asparagaceae).

## Beschreibung
Der Wenigblättrige Milchstern ist eine ausdauernde, krautige Zwiebelpflanze, die Wuchshöhen von meist 4 bis 15 Zentimeter erreicht. Die 2 bis 3 (4) Blätter sind niederliegend, verkehrteilanzettlich-spatelförmig, am Ende plötzlich abgerundet und haben keinen weißen Mittelstreifen. Sie messen 6 bis 20 × 0,5 bis 20 Zentimeter. In der Regel sind 2 bis 5 Blüten vorhanden, selten auch mehr. Die Perigonblätter sind 11 bis 16 Millimeter lang. Die Kapsel weist 6 paarweise genäherte Flügel auf.
Die Blütezeit reicht von März bis April.
Die Chromosomenzahl beträgt 2n = 12, 16, 18, 20, 22, 23, 24, 40 oder 80.

## Vorkommen
Der Wenigblättrige Milchstern kommt im Süd-Balkan, in der Süd-Türkei, im Kaukasus, in Transkaukasien und im West-Iran auf felsigen Grashängen, in Hochgebirgswiesen und an Schneeflecken vor. Im Süden seines Verbreitungsgebietes ist er in Höhenlagen von (630) 2000 bis 3000 Meter zu finden.

## Nutzung
Der Wenigblättrige Milchstern wird selten als Zierpflanze für Steingärten genutzt. Er ist seit dem Ende des 19. Jahrhunderts in Kultur.